# 게임스쿨
게임스쿨(Game School)은 대한민국에서 PC 게임, 온라인 게임, 스마트폰 게임 제작을 교육하는 학원이다. 임동균 대표가 경영하고 있으며, 게임프로그램, 게임기획을 교육하고 있다.
1993년에 대한민국에서는 최초로 게임제작을 교육하는 학원이 개원되었다.
1993년 7월 11일 설립되었으며 논현동에 위치하였다. 2004년 신사동으로 위치를 옮겼으며 2009년에 현재의 위치인 구로동으로 옮겼다.
게임제작교육이외에 게임개발 및 게임서비스를 한다.

## 연혁

### 1993년
- 7월 - 게임스쿨 개원

국내에서는 처음으로 게임개발을 목적으로 하는 교육기관 개원

### 1994년
- 4월 - PC용 대전게임 '천하무적' 발표

5.25인치 FDD 4장으로 구성
소프트라이를 통해 발매
- 5월 - 문화체육부 지정 게임제작업등록
- 7월 - PC용 RPG게임 '어스토니시아 스토리' 과학기술처장관상 수상

게임스쿨 3기 졸업생 이원술이 설립한 손노리에서 개발
소프트라이를 통해서 발매
천하무적의 정봉수 프로듀서가 스태프로 참여함

### 1995년
- 12월 - PC용 RPG게임 '포인세티아' 발표

소프트라이를 통해서 발매

### 1997년
- 5월 - PC용 액션어드벤처게임 '마이프렌드 쿠' 발표

게임스쿨 13기 졸업생이 주축으로 설립된 ENK디지털에서 개발
에스티엔터테인먼트를 통해서 발매
문화관광부 최우수게임상 수상

### 1998년
- 10월 - PC용 전략시뮬레이션게임 '아만전사록' 발표
- 10월 - PC용 케쥬얼게임 '두치와 뿌쿠' 게임개발 가이드 발표
- 11월 - 3D롤플레잉게임 '붉은매' 발표

문화관광부 최우수게임상 수상

### 1999년
- 5월 - 청강문화산업대학과 산학협력 조인

게임산업계열의 3개 분야 학과와 협력관계

### 2003년
- 8월 - 호서대학교와 게임공동개발 등에 대한 산학협동 협정서 체결
- 9월 - (주)웹젠 산학협력 조인
- 9월 - (주)조이온 산학협력 조인
- 10월 - 원광디지털대학교와 산학협동 협정서 체결
- 10월 - (주)아이스타존 헥사트론과 산학협력 조인

### 2004년
- 4월 - 안동정보대학교 산학협력 및 위탁교육 지정

게임개발학과의 출강형식으로 위탁교육을 진행
- 6월 - 기술혁신 개발사업 협약 체결

중소기업청 XML기반 범용저작도구 개발
- 9월 - 문화관광부 게임제작 전문교육기관 선정
- 9월 - 한국게임산업개발원 게임제작 전문교육기관 선정
- 10월 - 코리아벤처포럼과 게임개발자 인력 양성 사업 협약 체결
- 12월 - (주)예솜미디어 산학협력 조인

### 2005년
- 1월 - 지식기반 IT전문 교육기관 선정

산업인력관리공단에서 지정 및 선정
- 1월 - 성균관대학교 게임기술개발자 지원센터와 인력 양성 지원사업 협력 체결
- 6월 - (주)엔트리브 산학협력 조인

### 2006년
- 4월 (주)비엠소프트 산학협력 조인

게임포탈 온탕을 통한 게임런칭 계약 및 산학협력 조인

### 2007년
- 7월 - (주)티쓰리엔터테인먼트 개발연수교육계약 체결

T3개발사 내부에서 진행하다 근처의 연수원으로 확장하여 진행
- 10월 - 온라인 캐주얼게임 "쪼꼬쪼꼬" 발표

1play와의 계약으로 30종의 다양한 게임을 개발

### 2009년
- 1월 - 구로디지털단지로 이전

신사동의 삼양빌딩에서 구로동의 에이스테크노타워8차로 이전
- 9월 - (주)리자드인터렉티브 산학협력 조인
- 9월 - 게임스쿨 서비스표 등록
- 10월 - (주)싸이이비즈 산학협력 조인
- 11월 - (주)네티모 플래시앱스토어개발협력 체결

### 2010년
- 5월 - (주)스타피쉬 산학협력 조인
- 6월 - 온라인게임 전략시뮬레이션 "갤럭시워" 개발협력 조인

### 2012년
- 9월 - 온라인게임개발팀 "TB team" 창설

산학협력 관계였던 (주)스타피쉬를 인수 후 TB team으로 변경

### 2013년
- 7월 - 게임스쿨 상표 특허등록

게임스쿨 상표를 포함하여 GAMESCHOOL 상표등 4개의 상표특허 등록

### 2014년
- 4월 - MBC 드라마 "앙큼한 돌싱녀" 게임프로그래밍 협찬

## 참조
- 게임스쿨, 개원 10주년 기념 무료교육 , 오마이뉴스(경제), 2002-11-11
- 웹젠, '게임스쿨' 제휴 게임 전문인력 양성, 연합뉴스, 2003-09-15
- 게임스쿨, 온라인게임 성공사례 원광대에서 강연, 디지털타임즈, 2003-10-17
- 게임스쿨, 차세대 프로그래머들의 힘이 되어주다, 동아일보, 2011-08-09